# Compsocerops
Compsocerops cosgriffi
Genre
Espèce
Compsocerops est un genre fossile d'amphibiens temnospondyles découverts dans la formation du Maleri supérieur (d) datant du Trias supérieur. L'espèce type est Compsocerops cosgriffi et en 2022 le genre est resté monotypique.

## Présentation
Les fossiles de Compsocerops cosgriff ont deux origines, en Inde et dans la formation de Santa Maria au Brésil,. Il n'est représenté que par son espèce type, Compsocerops cosgriffi.

## Description

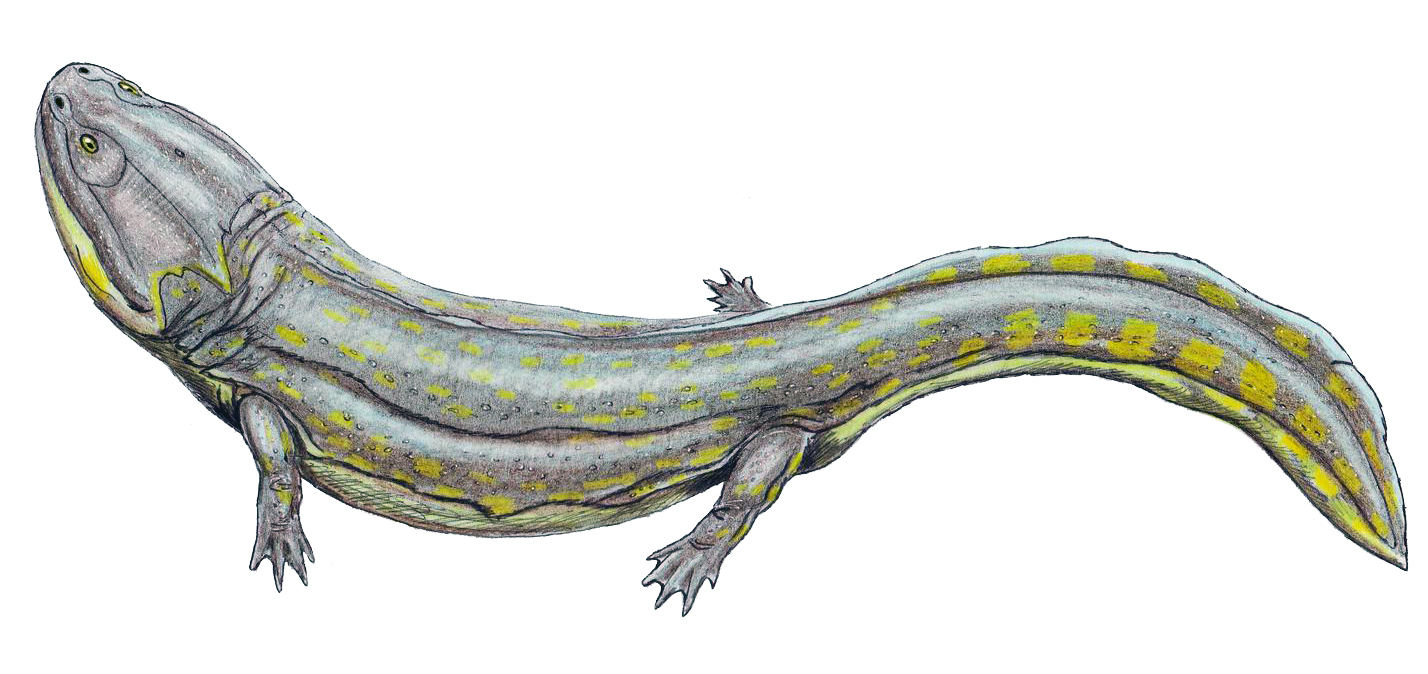
Compsocerops cosgriffi.

Cet animal ressemblait à une salamandre géante dont le crâne seul mesurait 50 cm. Celui-ci était extrêmement large et court, avec un museau très court et de petites orbites bien séparées placées en avant sur le crâne. Des cornes tabulaires étaient présentes à l'arrière du crâne et le processus culturforme du parasphénoïde du palais était long et étroit. Les os du palais (vomer, palatin et ectoptérygoïde), présentaient de nombreuses dents, séparées par une rainure profonde et large des dents placées le long du bord des mâchoires. Compsocerops avait également un trou pinéal placé en avant,.

## Classification
Compsocerops a été décrit pour la première fois en 1995 par le paléontologue indien Dhurjati Prasad Sengupta (d), sur la base de fossiles trouvés dans l’État d'Andhra Pradesh en Inde, dans des sols datant de l'époque du Norien ; l'espèce type a été nommée Compsocerops cosgriffi. D'autres fossiles attribués au genre Compsocerops ont été trouvés dans des sols plus anciens (carniques) au Brésil, témoignant de la remarquable expansion géographique de ces amphibiens.
Compsocerops fait partie de la famille des Chigutisauridae, un groupe d'amphibiens temnospondyles au crâne court et large, typique de la première partie du Mésozoïque mais dont certains représentants ont survécu jusqu'au Crétacé. Compsocerops semblerait être un membre dérivé du groupe, comme Kuttycephalus qui lui est apparenté, également originaire d'Inde,.

## Publication originale
- (en) D. P. Sengupta, « Chigutisaurid temnospondyls from the Late Triassic of India and a review of the Family Chigutisauridae », Palaeontology, Londres, vol. 38, no 2,‎ 1995, p. 313-339 (ISSN 0031-0239).